# Liste der Naturdenkmale in Ober-Ramstadt
Die Liste der Naturdenkmale in Ober-Ramstadt nennt die in Ober-Ramstadt im Landkreis Darmstadt-Dieburg in Hessen gelegenen Naturdenkmale. Sie sind nach § 28 Bundesnaturschutzgesetz (BNatschG) geschützt.
| Bild                          | Bezeichnung                        | Ortsteil, Lage                                | Beschreibung                                           | Art | Nr. |
| ----------------------------- | ---------------------------------- | --------------------------------------------- | ------------------------------------------------------ | --- | --- |
| mehr Fotos \| Fotos hochladen | Steinbuckel Alter Basaltsteinbruch | Ober-Ramstadt 49° 50′ 45,6″ N, 8° 42′ 43,2″ O | geologischer Aufschluss von einmaliger Beschaffenheit. |     |     |
| mehr Fotos \| Fotos hochladen | Walmersberg                        | Rohrbach 49° 48′ 14,4″ N, 8° 45′ 7,2″ O       | Vogelschutzgehölz.                                     |     |     |